# Lake Telemark
Lake Telemark és una concentració de població designada pel cens dels Estats Units a l'estat de Nova Jersey. Segons el cens del 2000 tenia 1.202 habitants.

## Demografia
Segons el cens del 2000, Lake Telemark tenia 1.202 habitants, 414 habitatges, i 344 famílies. La densitat de població era de 209,1 habitants/km².
Dels 414 habitatges en un 44,2% hi vivien nens de menys de 18 anys, en un 71,7% hi vivien parelles casades, en un 8,9% dones solteres, i en un 16,9% no eren unitats familiars. En el 15,2% dels habitatges hi vivien persones soles el 4,8% de les quals corresponia a persones de 65 anys o més que vivien soles. El nombre mitjà de persones vivint en cada habitatge era de 2,9 i el nombre mitjà de persones que vivien en cada família era de 3,24.
Per edats la població es repartia de la següent manera: un 28,5% tenia menys de 18 anys, un 5,7% entre 18 i 24, un 31,9% entre 25 i 44, un 24,6% de 45 a 60 i un 9,2% 65 anys o més.
L'edat mediana era de 37 anys. Per cada 100 dones de 18 o més anys hi havia 99,1 homes.
La renda mediana per habitatge era de 70.536 $ i la renda mediana per família de 85.000 $. Els homes tenien una renda mediana de 52.054 $ mentre que les dones 37.206 $. La renda per capita de la població era de 27.620 $. Cap de les famílies i l'1,1% de la població estaven per davall del llindar de pobresa.

## Poblacions més properes
El següent diagrama mostra les poblacions més properes.